# Rzepiska (Wandynowo)
Rzepiska – nazwa niestandaryzowana, kolonia wsi Wandynowo w Polsce, położona w województwie kujawsko-pomorskim, w powiecie radziejowskim, w gminie Bytoń.

## Historia
Dawniej wieś i gromada w gminie Bytoń. W latach 1954–1971 w granicach gromady Witowo Nowe, a w 1972 roku w granicach gromady Nowy Dwór.
W latach 1975–1998 miejscowość administracyjnie należała do województwa włocławskiego.